# 小雀瓜
小雀瓜（学名：Cyclanthera pedata）为葫芦科小雀瓜属下的一个种。
成熟的果實被用作熟食或生食，用黃瓜和甜椒的香味宜人。其中最常見的是在填充燉肉。
這些水果被保存長達5天在陰涼，通風的地方，大約15天〜7℃，相對濕度95％。雖然成熟的有一個明亮的綠色制服和以往的成熟度開始發黃。
這種蔬菜富含這是推薦的膳食方案纖維，其它研究表明秘魯大學是高膽固醇血症的治療也歸因其他效果，例如低血糖，鎮痛劑，抗氧化劑，糖尿病的一部分。對於在行業中的藥性膠囊的形式，一般處理。
在水果這是植物中最常用的部分是果膠，半乳糖醛酸，dihydroxytryptamine，一個稱為picrina苦原理，和樹脂。
感興趣的其他營養成分：
礦物：磷，鈣，鐵，硒，鎂和鋅。
維生素：硫胺素，維生素C，
歸功於其降血糖降血脂和防止上升低密度脂蛋白膽固醇（壞膽固醇）D糖苷 - 由谷甾醇（dihidroestigmasterol）3測試版的混合物的甾體類化合物。
低密度脂蛋白。
未成熟的果實中含有（中提取維生素E的副產品）estigmadicín（另一種副產品）木犀草素，薯蕷皂苷元（根據生產性激素，消炎和促蛋白合成類），豆甾醇。
這也是針對糖尿病好，對於循環，高血壓（種子的輸注），抗耳炎，抗炎，喉嚨痛，扁桃體炎，作為利尿劑，甚至作為牙粉（根）。